# 서울교
서울교(서울橋)는 서울특별시 샛강을 건너는 다리이다. 영등포구 영등포동과 여의동을 연결한다. 길이는 236m이며 여의도 윤중제 제방을 1968년 6월 1일 준공하면서 여의도 개발의 일환으로 건설되어 1971년에 완공하였다. 국도 제46호선과 서울특별시도 제60호선이 이 다리를 지나며, 본래 6차로 교량이었다가 2004년 12월 29일에 왕복 12차선으로 확장 개통했다. 남서쪽에는 영등포 로터리와 영등포역이 나오고 북동쪽으로 가면 여의도와 마포대교, 공덕역 등이 나온다.

## 사건 및 사고
1968년 7월에 공사중이던 서울교 슬라브 상판이 붕괴되는 사고가 발생했다. 이 사고로 23명이 부상당했으며 다음날 해당 시공업체인 현대건설 소속 건설기사가 구속되었다. 조사 결과 서울교를 건설할 때 여의도 쪽 교각은 모래밭 위에 있기 때문에 말뚝을 박은 후 그 위에 지주를 세워야 하지만 현대건설이 공사비를 줄이기 위해 받침대 밑에 기초공사를 하지 않고 그대로 지주를 세워서 발생한 것으로 밝혀졌다.

## 사진

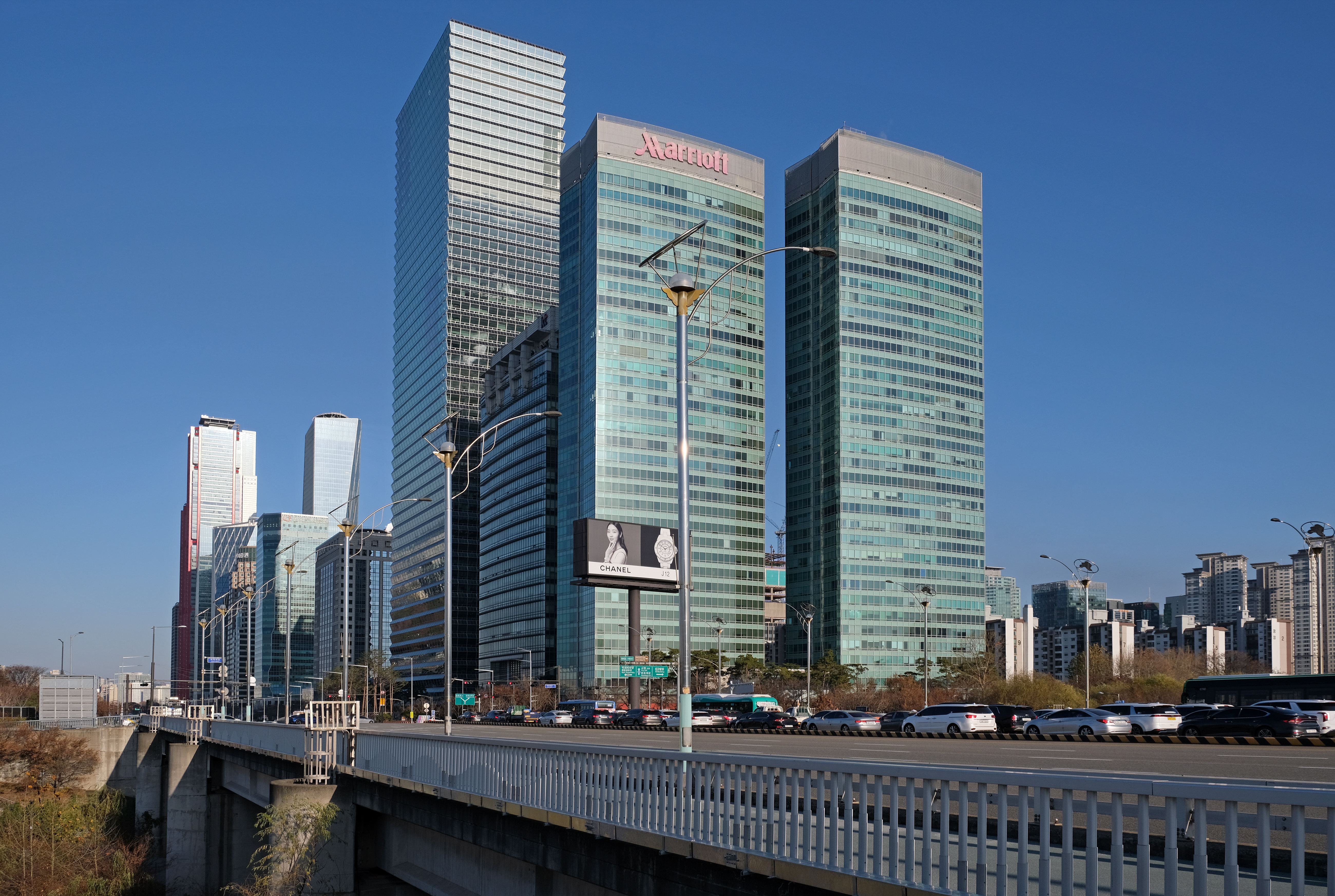
서울교

## 같이 보기
- 영등포고가차도